# Aposteira saurides
Aposteira saurides là một loài bướm đêm trong họ Geometridae.